# A Fazendinha
A Fazendinha é um livro infantil da escritora brasileira Isa Colli, publicado originalmente em 2017.

## Sinopse
A Fazendinha conta a história de Valentina, uma menininha muito esperta que ama as plantas e os animais. Em uma emocionante viagem à Fazenda do Senhor Zecão, diversão e aprendizado caminham juntos quando essa garotinha curiosa e seus amiguinhos experimentam as maravilhas da vida no campo. Tudo é novidade para essas crianças da cidade grande.
Para completar, ganham de presente uma verdadeira aula sobre alimentos “Bio” e passam a compreender a necessidade de se manter em harmonia com a natureza.

## Repercussão
O livro foi traduzido para 1 línguas, disponível em Portugal, Brasil, Angola, Cabo Verde, Espanha, Irlanda, Inglaterra , Estados Unidos, França, Bélgica, Luxemburgo, Itália e Alemanha. 

## Inspiração para o livro
Foi inspirado no amor da autora pela vida no campo e pelos produtos Bio.